# Factor de crecimiento insulínico tipo 2
El factor de crecimiento insulínico tipo 2, IGF-2 es una hormona peptídica monocatenaria de estructura similar a la de la insulina. El IGF-2 tiene un papel importante en el crecimiento fetal. A veces también se produce en células de determinados tumores, causando hipoglucemia (síndrome de Doege-Potter).

## Genética
En humanos, el gen IGF2 se ubica en el cromosoma 11p15.5, una región que contiene numerosos genes improntados.
El gen IGF2 se expresa de forma diferente según el alelo heredado provenga de la madre (gen reprimido) o del padre (gen expresado). En este sentido, la proteína CTCF juega un papel básico en la represión del gen, uniéndose a la región de control de la expresión H19, junto con la Región Diferencialmente Metilada-1 (DMR1) y la Región de Adjunto de Matriz-3 (MAR3). Estas tres secuencias de ADN se unen a la CTCF de forma que limita el acceso de la polimerasa a la región Igf2. 
Dependiendo del alelo que deba expresarse, se ha observado un patrón de formación de bucles de CTCF diferentes. Estos bucles permiten que regiones alejadas en la secuencia de DNA nucleotídica lineal se encuentren próximos en la estructura 3D de la cromatina de forma que pueda interaccionar con regiones activadoras o represoras de la expresión génica. De esta forma, la estructura de la cromatina de los alelos maternos deshace el bucle CTCF-IGF2 manteniendo separadas esas regiones y evitando la interacción de CTCF con los activadores del gen IGF2. Sin embargo, el alelo paterno suele mantener los bucles formados permitiendo la interacción de esas dos regiones cromosómicas y dando como resultado la activación de la transcripción del gen IGF2.

## Síntesis y secreción
El IGF-II se sintetiza básicamente en el hígado, así como en los tejidos diana, con efecto autocrino y paracrino.
El 98-99% del IGF-II viaja en sangre unido a la proteínas transportadoras de factor del crecimiento de tipo insulina (IGF-BPs), con una vida media de unas 18 horas. El resto viaja libre con una vida media de unos 20 minutos. Existen 6 proteínas transportadores de IGF.

### Regulación
El principal factor estimulante de la secreción de IGF-II es la hormona somatotropa (hormona del crecimiento o GH), aunque la respuesta puede estar inhibida por la desnutrición (incluso con niveles muy altos de GH), la insensibilidad a la insulina o ausencia de sus receptores, o fallos en los segundos mensajeros, incluyendo SHP2 y STAT5b.
Otros factores estimulantes menos importantes son la insulina, las hormonas tiroideas, la testosterona y el estradiol.
Entre los factores que influyen en los niveles de IGF-II son la variabilidad individual, la hora del día, la edad, el sexo, la raza, el ejercicio, los niveles de estrés, el estado nutricional, el índice de masa corporal (IMC), ciertas patologías, los niveles de estrógenos y la ingesta de xenobióticos.

## Función
El rol principal del IGF-2 es la promoción del crecimiento durante la gestación. Entre las principales acciones del IGF-2, cabe destacar que estimula la proliferación celular y el crecimiento en el feto de los siguientes órganos y tejidos:
- Hígado
- Riñón
- Páncreas
- Intestino
- Glándulas suprarrenales
- Paratiroides
- Tejido muscular cardiaco y esquelético
- Piel
- Tejido conjuntivo

En el proceso de la foliculogénesis, el IGF-2 es creado por las células teca para que actúen de manera autocrina en ellas mismas, y de manera paracrina en las células granulosa en el ovario. El IGF-2 promueve la proliferación de las células granulosa durante la fase folicular del ciclo menstrual, actuando junto con la hormona foliculoestimulante (FSH). Después de la ovulación, el IGF-2 promueve la secreción de la progesterona durante la fase lútea del ciclo menstrual junto con la hormona luteinizante (LH). Así, el IGF-2 actúa como una co-hormona junto con la FSH y LH.
Un estudio en el Mount Sinai School of Medicine encontró que el IGF-2 podría está vinculado con la memoria. El estudio encontró que podría jugar un rol importante en la memoria y que podría ser utilizado para tratar el mal de Alzheimer. Un estudio en el Instituto Europeo de Neurociencia (Alemania) encontró que la señalización de IGF2/IGFBP7 inducida por el miedo a la extinción promueve la supervivencia de neuronas con 17-19 días de edad en el hipocampo de recién nacidos. Esto sugiere que las terapias que mejoren la señalización de IGF2 y la neurogénesis adulta podrían se adecuadas en el tratamiento de enfermedades vinculadas con el exceso de memoria del miedo como el trastorno por estrés postraumático.

## Enfermedades
A veces el IGF-2 es producido en exceso por tumores de células islotes, causando hipoglucemia. El síndrome de Doege-Potter es un síndrome paraneoplásico en la que la hipoglucemia se relaciona con la presencia de uno o más tumores fibrosos no islotes en la cavidad pleural.
La pérdida de impronta del IGF-2 es una característica común en los tumores vistos en el síndrome de Beckwith Wiedemann.

## Receptores
El IGF-2 ejerce sus efectos al unirse con el receptor de IGF-1. El IGF-1 también puede unirse con el receptor de IGF-2 (también llamado el receptor catión independiente manosa 6 fosfato), que actúa como un "receptor de eliminación" - no activa ninguna ruta de señalización intracelular, funcionando sólo como un agente de secuestro y previniendo la señalización del IGF-2.

## Interacciones
Se ha demostrado que el factor de crecimiento insulínico tipo 2 interactúa con el IGFBP3 y la transferrina.